# Ворона дугодзьоба
Ворона дугодзьоба (Corvus insularis) — вид горобцеподібних птахів з роду круків (Corvus) родини во́ронових (Corvidae). Мешкає на архіпелазі Бісмарка. Багато науковців вважали його підвидом Corvus orru, але тепер розглядається як окремий вид.